# Gatsirika
Gatsirika är ett periodiskt vattendrag i Burundi.   Det ligger i provinsen Cankuzo, i den nordöstra delen av landet, 130 kilometer öster om huvudstaden Bujumbura.
I omgivningarna runt Gatsirika växer huvudsakligen savannskog. Runt Gatsirika är det ganska tätbefolkat, med 75 invånare per kvadratkilometer.